# شتشربينكا
شتشربينكا (بالروسية: Щербинка) هي إحدى مدن روسيا في الكيان الفدرالي الروسي موسكو أوبلاست.

## أعلام
- نيكولاي كوزلوف